# Płyta somalijska

Płyta afrykańska zaznaczona na pomarańczowo

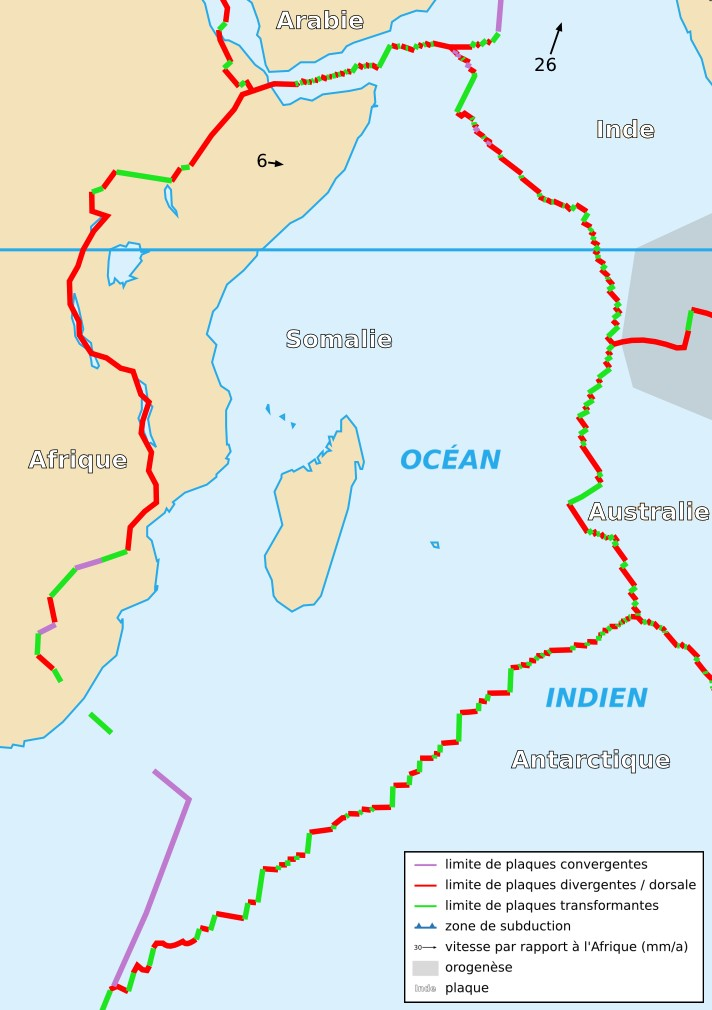
Mapa płyty somalijskiej(w języku francuskim)

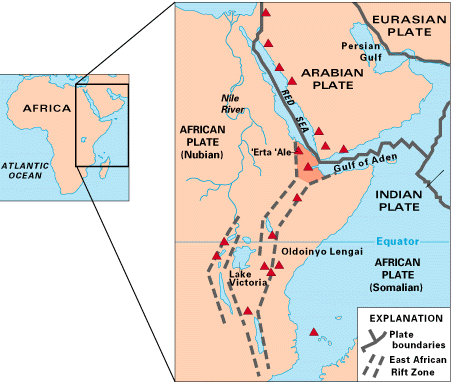
Płyta nubijska, Ryft Wschodnioafrykański i płyta somalijska

Płyta somalijska – płyta tektoniczna położona w regionie wschodniej Afryki i Oceanu Indyjskiego. Zazwyczaj uważana za część płyty afrykańskiej.
Płyta somalijska obejmuje część Afryki na wschód od Wielkich Rowów Afrykańskich (m.in. Wyżynę Wschodnioafrykańską), część Oceanu Indyjskiego oraz wyspy: Madagaskar, Komory, Seszele i Maskareny.

## Granice płyty
Zachodnią granicą płyty somalijskiej są Rów Abisyński i Wielki Rów Zachodni. Część płyty afrykańskiej położoną na zachód od tej granicy określa się mianem płyty nubijskiej. W węźle potrójnym Afar płyty somalijska i nubijska stykają się z płytą arabską. Dalej północna granica przebiega zatoką adeńską. Na wschodzie Grzbiet Środkowoindyjski oddziela płytę somalijską od płyty indoaustralijskiej. Południowo-wschodnia granica z płytą antarktyczną biegnie od węzła potrójnego Rodrigues wzdłuż Grzbietu Afrykańsko-Antarktycznego. Zachodnia granica płyty somalijskiej na południe od Wielkich Rowów Afrykańskich nie jest do końca ustalona.
Ponieważ płyta somalijska dopiero się tworzy, zarówno ona jak i płyta nubijska są rzadko wyróżniane i łączone w płytę afrykańską.
Płyta somalijska oddala się od płyty nubijskiej, co skutkuje powstawaniem Wielkich Rowów Afrykańskich. Za kilkadziesiąt milionów lat do bardzo szerokich już rowów wleje się woda morska i powstanie nowy ocean. Płyta somalijska oddala się również od płyty arabskiej, indyjskiej, australijskiej i antarktycznej. Ze wszystkich stron otaczają ją strefy spreadingu, które systematycznie oddalają się od siebie.